# Seznam svetovnih prvakov v motociklizmu
Seznam svetovnih prvakov v motociklizmu od 1949 do 2024, razporejeni glede na razred in leto.
Motociklistične dirke na cestnem dirkališču v Grand Prix prvenstvu so razdeljene na tri razrede: MotoGP, Moto2 in Moto3. Nekdaj so bile razdeljene na več razredov: 500 cm³, 350 cm³, 250 cm³, 125 cm³, 80 cm³, 50 cm³ in Sidecar (sovoznik). Svetovno prvenstvo je leta 1949 ustanovila zveza Fédération Internationale de Motocyclisme (FIM) in gre za najstarejše svetovno prvenstvo v motošportu.
Prvo prvenstvo je potekalo leta 1949 in je bilo razdeljeno na pet razredov: 500 cm³, 350 cm³, 250 cm³, 125 cm³ in Sidecar/sovoznik (600 cm³). Leta 1962 je bil uveden razred 50 cm³. Zaradi visokih stroškov je veliko proizvajalcev zapustilo prvenstvo, zato je FIM omejil 50 cm³ motorje na en cilinder, 125 cm³ in 250 cm³ na dva cilindra, 350 cm³ in 500 cm³ pa na štiri cilindre. Leta 1982 je bil ukinjen razred 350 cm³, dve leti pozneje pa so razred 50 cm³ nadomestili z razredom 80 cm³, ki so ga ukinili leta 1989. Razred Sidecar (sovoznik) je prvenstvo zapustil leta 1996, da bi oblikoval svoje prvenstvo. Leta 2002 so 500 cm³ motorje zamenjali 990 cm³, prvenstvo pa se je preimenovalo v MotoGP. Leta 2010 so 660 cm³ motorji zamenjali 250 cm³, prvenstvo pa se od tedaj imenuje Moto2. Leta 2012 je nastal Moto3 z 250 cm³ motorji z enim cilindrom, ki so zamenjali razred 125 cm³.
V seriji Grand Prix niso nikoli dirkali s 750 cm³ motorji.
V razredu Sidecar (sovoznik) so prvi dve leti vozili 600 cm³ motorje, te pa so nato zamenjali 500 cm³ motorji. Leta 1979 je FIM ustvaril prototipni razred B2B, ki se je razlikoval od tradicionalnega B2A. Že naslednje leto so jih prepovedali, vendar so bili od leta 1981 prototipi ponovno dovoljeni, tokrat brez posebnega razreda tekmovanja.
Svetovni prvak postane najuspešnejši tekmovalec v sezoni, ki zbere največ točk po sistemu točkovanja rezultatov Grand Prixa. Konstruktorji, navedeni v tabelah, so tovarne, ki so jih v zmagovalni sezoni vozili svetovni prvaki, niso pa nujno tudi zmagovalci svetovnega prvenstva med konstruktorji. V razredu Sidecar so sopotniki navedeni v poševnem tisku.

## Po sezonah
| Leto | 500 cm³                  | 350 cm³                      | 250 cm³                        | 125 cm³                     | Sovoznik                                   |
| ---- | ------------------------ | ---------------------------- | ------------------------------ | --------------------------- | ------------------------------------------ |
| 1949 | Leslie Graham (AJS)      | Freddie Frith (Velocette)    | Bruno Ruffo (Moto Guzzi)       | Nello Pagani (Mondial)      | Eric Oliver Denis Jenkinson (Norton)       |
| 1950 | Umberto Masetti (Gilera) | Bob Foster (Velocette)       | Dario Ambrosini (Benelli)      | Bruno Ruffo (Mondial)       | Eric Oliver Lorenzo Dobelli (Norton)       |
| 1951 | Geoff Duke (Norton)      | Geoff Duke (Norton)          | Bruno Ruffo (Moto Guzzi)       | Carlo Ubbiali (Mondial)     | Eric Oliver Lorenzo Dobelli (Norton)       |
| 1952 | Umberto Masetti (Gilera) | Geoff Duke (Norton)          | Enrico Lorenzetti (Moto Guzzi) | Cecil Sandford (MV Agusta)  | Cyril Smith Bob Clements Les Nutt (Norton) |
| 1953 | Geoff Duke (Gilera)      | Fergus Anderson (Moto Guzzi) | Werner Haas (NSU)              | Werner Haas (NSU)           | Eric Oliver Stanley Dibben (Norton)        |
| 1954 | Geoff Duke (Gilera)      | Fergus Anderson (Moto Guzzi) | Werner Haas (NSU)              | Rupert Hollaus (NSU)        | Wilhelm Noll Fritz Cron (BMW)              |
| 1955 | Geoff Duke (Gilera)      | Bill Lomas (Moto Guzzi)      | Hermann Paul Müller (NSU)      | Carlo Ubbiali (MV Agusta)   | Willi Faust Karl Remmert (BMW)             |
| 1956 | John Surtees (MV Agusta) | Bill Lomas (Moto Guzzi)      | Carlo Ubbiali (MV Agusta)      | Carlo Ubbiali (MV Agusta)   | Wilhelm Noll Fritz Cron (BMW)              |
| 1957 | Libero Liberati (Gilera) | Keith Campbell (Moto Guzzi)  | Cecil Sandford (Mondial)       | Tarquinio Provini (Mondial) | Fritz Hillebrand Manfred Grunwahl (BMW)    |
| 1958 | John Surtees (MV Agusta) | John Surtees (MV Agusta)     | Tarquinio Provini (MV Agusta)  | Carlo Ubbiali (MV Agusta)   | Walter Schneider Hans Strauß (BMW)         |
| 1959 | John Surtees (MV Agusta) | John Surtees (MV Agusta)     | Carlo Ubbiali (MV Agusta)      | Carlo Ubbiali (MV Agusta)   | Walter Schneider Hans Strauß (BMW)         |
| 1960 | John Surtees (MV Agusta) | John Surtees (MV Agusta)     | Carlo Ubbiali (MV Agusta)      | Carlo Ubbiali (MV Agusta)   | Helmut Fath Alfred Wohlgemuth (BMW)        |
| 1961 | Gary Hocking (MV Agusta) | Gary Hocking (MV Agusta)     | Mike Hailwood (Honda)          | Tom Phillis (Honda)         | Max Deubel Emil Hörner (BMW)               |

| Leto | 500 cm³                      | 350 cm³                        | 250 cm³                        | 125 cm³                         | 50 cm³                              | Sovoznik                                                                 |
| ---- | ---------------------------- | ------------------------------ | ------------------------------ | ------------------------------- | ----------------------------------- | ------------------------------------------------------------------------ |
| 1962 | Mike Hailwood (MV Agusta)    | Jim Redman (Honda)             | Jim Redman (Honda)             | Luigi Taveri (Honda)            | Ernst Degner (Suzuki)               | Max Deubel Emil Hörner (BMW)                                             |
| 1963 | Mike Hailwood (MV Agusta)    | Jim Redman (Honda)             | Jim Redman (Honda)             | Hugh Anderson (Suzuki)          | Hugh Anderson (Suzuki)              | Max Deubel Emil Hörner (BMW)                                             |
| 1964 | Mike Hailwood (MV Agusta)    | Jim Redman (Honda)             | Phil Read (Yamaha)             | Luigi Taveri (Honda)            | Hugh Anderson (Suzuki)              | Max Deubel Emil Hörner (BMW)                                             |
| 1965 | Mike Hailwood (MV Agusta)    | Jim Redman (Honda)             | Phil Read (Yamaha)             | Hugh Anderson (Suzuki)          | Ralph Bryans (Honda)                | Fritz Scheidegger John Robinson (BMW)                                    |
| 1966 | Giacomo Agostini (MV Agusta) | Mike Hailwood (Honda)          | Mike Hailwood (Honda)          | Luigi Taveri (Honda)            | Hans-Georg Anscheidt (Suzuki)       | Fritz Scheidegger John Robinson (BMW)                                    |
| 1967 | Giacomo Agostini (MV Agusta) | Mike Hailwood (Honda)          | Mike Hailwood (Honda)          | Bill Ivy (Yamaha)               | Hans-Georg Anscheidt (Suzuki)       | Klaus Enders Ralf Engelhardt (BMW)                                       |
| 1968 | Giacomo Agostini (MV Agusta) | Giacomo Agostini (MV Agusta)   | Phil Read (Yamaha)             | Phil Read (Yamaha)              | Hans-Georg Anscheidt (Suzuki)       | Helmut Fath Wolfgang Kalauch (URS)                                       |
| 1969 | Giacomo Agostini (MV Agusta) | Giacomo Agostini (MV Agusta)   | Kel Carruthers (Benelli)       | Dave Simmonds (Kawasaki)        | Ángel Nieto (Derbi)                 | Klaus Enders Ralf Engelhardt (BMW)                                       |
| 1970 | Giacomo Agostini (MV Agusta) | Giacomo Agostini (MV Agusta)   | Rodney Gould (Yamaha)          | Dieter Braun (Suzuki)           | Ángel Nieto (Derbi)                 | Klaus Enders Ralf Engelhardt Wolfgang Kalauch (BMW)                      |
| 1971 | Giacomo Agostini (MV Agusta) | Giacomo Agostini (MV Agusta)   | Phil Read (Yamaha)             | Ángel Nieto (Derbi)             | Jan de Vries (Kreidler)             | Horst Owesle Julius Kremer Peter Rutterford (Münch-URS)                  |
| 1972 | Giacomo Agostini (MV Agusta) | Giacomo Agostini (MV Agusta)   | Jarno Saarinen (Yamaha)        | Ángel Nieto (Derbi)             | Ángel Nieto (Derbi)                 | Klaus Enders Ralf Engelhardt (BMW)                                       |
| 1973 | Phil Read (MV Agusta)        | Giacomo Agostini (MV Agusta)   | Dieter Braun (Yamaha)          | Kent Andersson (Yamaha)         | Jan de Vries (Kreidler)             | Klaus Enders Ralf Engelhardt (BMW)                                       |
| 1974 | Phil Read (MV Agusta)        | Giacomo Agostini (Yamaha)      | Walter Villa (Harley-Davidson) | Kent Andersson (Yamaha)         | Henk van Kessel (Kreidler-Van Veen) | Klaus Enders Ralf Engelhardt (Busch-BMW)                                 |
| 1975 | Giacomo Agostini (Yamaha)    | Johnny Cecotto (Yamaha)        | Walter Villa (Harley-Davidson) | Paolo Pileri (Morbidelli)       | Ángel Nieto (Kreidler)              | Rolf Steinhausen Josef Huber (Busch-König)                               |
| 1976 | Barry Sheene (Suzuki)        | Walter Villa (Harley-Davidson) | Walter Villa (Harley-Davidson) | Pier Paolo Bianchi (Morbidelli) | Ángel Nieto (Bultaco)               | Rolf Steinhausen Josef Huber (Busch-König)                               |
| 1977 | Barry Sheene (Suzuki)        | Takazumi Katayama (Yamaha)     | Mario Lega (Morbidelli)        | Pier Paolo Bianchi (Morbidelli) | Ángel Nieto (Bultaco)               | George O'Dell Kenny Arthur Cliff Holland (Windle-Yamaha) (Seymaz-Yamaha) |
| 1978 | Kenny Roberts (Yamaha)       | Kork Ballington (Kawasaki)     | Kork Ballington (Kawasaki)     | Eugenio Lazzarini (MBA)         | Ricardo Tormo (Bultaco)             | Rolf Biland Kenneth Williams (TTM-Yamaha) (BEO-Yamaha)                   |

| Leto | 500 cm³                | 350 cm³                    | 250 cm³                    | 125 cm³                 | 50 cm³                       | Sovoznik B2A                                | Sovoznik B2B                                |
| ---- | ---------------------- | -------------------------- | -------------------------- | ----------------------- | ---------------------------- | ------------------------------------------- | ------------------------------------------- |
| 1979 | Kenny Roberts (Yamaha) | Kork Ballington (Kawasaki) | Kork Ballington (Kawasaki) | Ángel Nieto (Minarelli) | Eugenio Lazzarini (Kreidler) | Rolf Biland Kurt Waltisperg (Schmid-Yamaha) | Bruno Holzer Charlie Maierhans (LCR-Yamaha) |

| Leto | 500 cm³                    | 350 cm³               | 250 cm³                       | 125 cm³                  | 50 cm³                        | Sovoznik                                       |
| ---- | -------------------------- | --------------------- | ----------------------------- | ------------------------ | ----------------------------- | ---------------------------------------------- |
| 1980 | Kenny Roberts (Yamaha)     | Jon Ekerold (Yamaha)  | Anton Mang (Kawasaki)         | Pier Paolo Bianchi (MBA) | Eugenio Lazzarini (Iprem)     | Jock Taylor Benga Johansson (Windle-Yamaha)    |
| 1981 | Marco Lucchinelli (Suzuki) | Anton Mang (Kawasaki) | Anton Mang (Kawasaki)         | Ángel Nieto (Minarelli)  | Ricardo Tormo (Motul-Bultaco) | Rolf Biland Kurt Waltisperg (LCR-Yamaha)       |
| 1982 | Franco Uncini (Suzuki)     | Anton Mang (Kawasaki) | Jean-Louis Tournadre (Yamaha) | Ángel Nieto (Garelli)    | Stefan Dörflinger (Kreidler)  | Werner Schwärzel Andreas Huber (Seymaz-Yamaha) |

| Leto | 500 cm³                 | 250 cm³                | 125 cm³               | 50 cm³                      | Sovoznik                                 |
| ---- | ----------------------- | ---------------------- | --------------------- | --------------------------- | ---------------------------------------- |
| 1983 | Freddie Spencer (Honda) | Carlos Lavado (Yamaha) | Ángel Nieto (Garelli) | Stefan Dörflinger (Krauser) | Rolf Biland Kurt Waltisperg (LCR-Yamaha) |

| Leto | 500 cm³                 | 250 cm³                   | 125 cm³                  | 80 cm³                      | Sovoznik                                              |
| ---- | ----------------------- | ------------------------- | ------------------------ | --------------------------- | ----------------------------------------------------- |
| 1984 | Eddie Lawson (Yamaha)   | Christian Sarron (Yamaha) | Ángel Nieto (Garelli)    | Stefan Dörflinger (Zündapp) | Egbert Streuer Bernie Schnieders (LCR-Yamaha)         |
| 1985 | Freddie Spencer (Honda) | Freddie Spencer (Honda)   | Fausto Gresini (Garelli) | Stefan Dörflinger (Krauser) | Egbert Streuer Bernie Schnieders (LCR-Yamaha)         |
| 1986 | Eddie Lawson (Yamaha)   | Carlos Lavado (Yamaha)    | Luca Cadalora (Garelli)  | Jorge Martínez (Derbi)      | Egbert Streuer Bernie Schnieders (LCR-Yamaha)         |
| 1987 | Wayne Gardner (Honda)   | Anton Mang (Honda)        | Fausto Gresini (Garelli) | Jorge Martínez (Derbi)      | Steve Webster Tony Hewitt (LCR-Krauser)               |
| 1988 | Eddie Lawson (Yamaha)   | Sito Pons (Honda)         | Jorge Martínez (Derbi)   | Jorge Martínez (Derbi)      | Steve Webster Tony Hewitt Gavin Simmons (LCR-Krauser) |
| 1989 | Eddie Lawson (Honda)    | Sito Pons (Honda)         | Àlex Crivillé (JJ Cobas) | Manuel Herreros (Derbi)     | Steve Webster Tony Hewitt (LCR-Krauser)               |

| Leto | 500 cm³                 | 250 cm³                 | 125 cm³                       | Sovoznik                                    |
| ---- | ----------------------- | ----------------------- | ----------------------------- | ------------------------------------------- |
| 1990 | Wayne Rainey (Yamaha)   | John Kocinski (Yamaha)  | Loris Capirossi (Honda)       | Alain Michel Simon Birchall (LCR-Krauser)   |
| 1991 | Wayne Rainey (Yamaha)   | Luca Cadalora (Honda)   | Loris Capirossi (Honda)       | Steve Webster Gavin Simmons (LCR-Krauser)   |
| 1992 | Wayne Rainey (Yamaha)   | Luca Cadalora (Honda)   | Alessandro Gramigni (Aprilia) | Rolf Biland Kurt Waltisperg (LCR-Krauser)   |
| 1993 | Kevin Schwantz (Suzuki) | Tetsuya Harada (Yamaha) | Dirk Raudies (Honda)          | Rolf Biland Kurt Waltisperg (LCR-Krauser)   |
| 1994 | Mick Doohan (Honda)     | Max Biaggi (Aprilia)    | Kazuto Sakata (Aprilia)       | Rolf Biland Kurt Waltisperg (LCR-Swissauto) |
| 1995 | Mick Doohan (Honda)     | Max Biaggi (Aprilia)    | Haruchika Aoki (Honda)        | Darren Dixon Andy Hetherington (Windle-ADM) |
| 1996 | Mick Doohan (Honda)     | Max Biaggi (Aprilia)    | Haruchika Aoki (Honda)        | Darren Dixon Andy Hetherington (Windle-ADM) |

| Leto | 500 cm³                     | 250 cm³                   | 125 cm³                     |
| ---- | --------------------------- | ------------------------- | --------------------------- |
| 1997 | Mick Doohan (Honda)         | Max Biaggi (Honda)        | Valentino Rossi (Aprilia)   |
| 1998 | Mick Doohan (Honda)         | Loris Capirossi (Aprilia) | Kazuto Sakata (Aprilia)     |
| 1999 | Àlex Crivillé (Honda)       | Valentino Rossi (Aprilia) | Emilio Alzamora (Honda)     |
| 2000 | Kenny Roberts, Jr. (Suzuki) | Olivier Jacque (Yamaha)   | Roberto Locatelli (Aprilia) |
| 2001 | Valentino Rossi (Honda)     | Daijiro Kato (Honda)      | Manuel Poggiali (Gilera)    |

| Leto | MotoGP                   | 250 cm³                   | 125 cm³                   |
| ---- | ------------------------ | ------------------------- | ------------------------- |
| 2002 | Valentino Rossi (Honda)  | Marco Melandri (Aprilia)  | Arnaud Vincent (Aprilia)  |
| 2003 | Valentino Rossi (Honda)  | Manuel Poggiali (Aprilia) | Dani Pedrosa (Honda)      |
| 2004 | Valentino Rossi (Yamaha) | Dani Pedrosa (Honda)      | Andrea Dovizioso (Honda)  |
| 2005 | Valentino Rossi (Yamaha) | Dani Pedrosa (Honda)      | Thomas Lüthi (Honda)      |
| 2006 | Nicky Hayden (Honda)     | Jorge Lorenzo (Aprilia)   | Álvaro Bautista (Aprilia) |
| 2007 | Casey Stoner (Ducati)    | Jorge Lorenzo (Aprilia)   | Gábor Talmácsi (Aprilia)  |
| 2008 | Valentino Rossi (Yamaha) | Marco Simoncelli (Gilera) | Mike di Meglio (Derbi)    |
| 2009 | Valentino Rossi (Yamaha) | Hiroshi Aoyama (Honda)    | Julián Simón (Aprilia)    |

| Leto | MotoGP                 | Moto2                 | 125 cm³                 |
| ---- | ---------------------- | --------------------- | ----------------------- |
| 2010 | Jorge Lorenzo (Yamaha) | Toni Elías (Moriwaki) | Marc Márquez (Derbi)    |
| 2011 | Casey Stoner (Honda)   | Stefan Bradl (Kalex)  | Nicolás Terol (Aprilia) |

| Leto | MotoGP                 | Moto2                     | Moto3                  |
| ---- | ---------------------- | ------------------------- | ---------------------- |
| 2012 | Jorge Lorenzo (Yamaha) | Marc Márquez (Suter)      | Sandro Cortese (KTM)   |
| 2013 | Marc Márquez (Honda)   | Pol Espargaró (Kalex)     | Maverick Viñales (KTM) |
| 2014 | Marc Márquez (Honda)   | Esteve Rabat (Kalex)      | Alex Márquez (Honda)   |
| 2015 | Jorge Lorenzo (Yamaha) | Johann Zarco (Kalex)      | Danny Kent (Honda)     |
| 2016 | Marc Márquez (Honda)   | Johann Zarco (Kalex)      | Brad Binder (KTM)      |
| 2017 | Marc Márquez (Honda)   | Franco Morbidelli (Kalex) | Joan Mir (Honda)       |
| 2018 | Marc Márquez (Honda)   | Francesco Bagnaia (Kalex) | Jorge Martin (Honda)   |

| Leto | MotoGP                     | Moto2                     | Moto3                       | MotoE                         |
| ---- | -------------------------- | ------------------------- | --------------------------- | ----------------------------- |
| 2019 | Marc Márquez (Honda)       | Álex Márquez (Kalex)      | Lorenzo Dalla Porta (Honda) | Matteo Ferrari (Energica)     |
| 2020 | Joan Mir (Suzuki)          | Enea Bastianini (Kalex)   | Albert Arenas (KTM)         | Jordi Torres (Energica)       |
| 2021 | Fabio Quartararo (Yamaha)  | Remy Gardner (Kalex)      | Pedro Acosta (KTM)          | Jordi Torres (Energica)       |
| 2022 | Francesco Bagnaia (Ducati) | Augusto Fernández (Kalex) | Izan Guevara (Gas Gas)      | Dominique Aegerter (Energica) |
| 2023 | Francesco Bagnaia (Ducati) | Pedro Acosta (Kalex)      | Jaume Masia (Honda)         | Mattia Casadei (Ducati)       |
| 2024 | Jorge Martin (Ducati)      | Ai Ogura (Boscoscuro)     | David Alonso (CFMoto)       | Hector Garzo (Ducati)         |

## Po dirkačih

### Večkratni prvaki
Dirkači, ki so v vseh razredih skupaj osvojili vsaj 4 naslove svetovnega prvaka (do leta 2016):
| Dirkači           | Naslovi                                           |
| ----------------- | ------------------------------------------------- |
| Giacomo Agostini  | 15 (500 cm³: 8, 350 cm³: 7)                       |
| Angel Nieto       | 13 (125 cm³: 7, 50 cm³: 6)                        |
| Valentino Rossi   | 9 (MotoGP: 6, 500 cm³: 1, 250 cm³: 1, 125 cm³: 1) |
| Mike Hailwood     | 9 (500 cm³: 4, 350 cm³: 2, 250 cm³: 3)            |
| Carlo Ubbiali     | 9 (250 cm³: 3, 125 cm³: 6)                        |
| Marc Márquez      | 8 (MotoGP: 6, Moto2: 1, 125 cm³: 1)               |
| John Surtees      | 7 (500 cm³: 4, 350 cm³: 3)                        |
| Phil Read         | 7 (500 cm³: 2, 250 cm³: 4, 125 cm³: 1)            |
| Geoffrey Duke     | 6 (500 cm³: 4, 350 cm³: 2)                        |
| Jim Redman        | 6 (350 cm³: 4, 250 cm³: 2)                        |
| Michael Doohan    | 5 (500 cm³: 5)                                    |
| Jorge Lorenzo     | 5 (MotoGP: 3, 250 cm³: 2)                         |
| Anton Mang        | 5 (350 cm³: 2, 250 cm³: 3)                        |
| Eddie Lawson      | 4 (500 cm³: 4)                                    |
| Kork Ballington   | 4 (350 cm³: 2, 250 cm³: 2)                        |
| Walter Villa      | 4 (350 cm³: 1, 250 cm³: 3)                        |
| Max Biaggi        | 4 (250 cm³: 4)                                    |
| Hugh Anderson     | 4 (125 cm³: 2, 50 cm³: 2)                         |
| Jorge Martinez    | 4 (125 cm³: 1, 80 cm³: 3)                         |
| Stefan Dörflinger | 4 (80 cm³: 2, 50 cm³: 2)                          |

### Dirkači z dvema naslovoma ali več v isti sezoni
| Sezone                       | Dirkač           | Naslovi                     |
| ---------------------------- | ---------------- | --------------------------- |
| 1968, 1969, 1970, 1971, 1972 | Giacomo Agostini | 10 (500 cm³: 5, 350 cm³: 5) |
| 1958, 1959, 1960             | John Surtees     | 6 (500 cm³: 3, 350 cm³: 3)  |
| 1956, 1959, 1960             | Carlo Ubbiali    | 6 (250 cm³: 3, 125 cm³: 3)  |
| 1962, 1963                   | Jim Redman       | 4 (350 cm³: 2, 250 cm³: 2)  |
| 1966, 1967                   | Mike Hailwood    | 4 (350 cm³: 2, 250 cm³: 2)  |
| 1978, 1979                   | Kork Ballington  | 4 (350 cm³: 2, 250 cm³: 2)  |
| 1951                         | Geoff Duke       | 2 (500 cm³: 1, 350 cm³: 1)  |
| 1953                         | Werner Haas      | 2 (250 cm³: 1, 125 cm³: 1)  |
| 1961                         | Gary Hocking     | 2 (500 cm³: 1, 350 cm³: 1)  |
| 1963                         | Hugh Anderson    | 2 (125 cm³: 1, 50 cm³: 1)   |
| 1972                         | Angel Nieto      | 2 (125 cm³: 1, 50 cm³: 1)   |
| 1976                         | Walter Villa     | 2 (350 cm³: 1, 250 cm³: 1)  |
| 1981                         | Anton Mang       | 2 (350 cm³: 1, 250 cm³: 1)  |
| 1985                         | Freddie Spencer  | 2 (500 cm³: 1, 250 cm³: 1)  |
| 1988                         | Jorge Martinez   | 2 (125 cm³: 1, 80 cm³: 1)   |

## Po narodnosti
| Država                 | 500 cm³/MotoGP | 350 cm³ | 250 cm³/Moto2 | 125 cm³/Moto3 | 50 cm³/80 cm³ | MotoE | Skupaj |
| ---------------------- | -------------- | ------- | ------------- | ------------- | ------------- | ----- | ------ |
| Italija                | 22             | 8       | 25            | 24            | 2             | 2     | 83     |
| Španija                | 12             |         | 13            | 23            | 12            | 3     | 63     |
| Združeno kraljestvo    | 17             | 13      | 9             | 5             | 1             |       | 45     |
| Nemčija                |                | 2       | 8             | 4             | 4             |       | 18     |
| ZDA                    | 15             |         | 2             |               |               |       | 17     |
| Avstralija             | 8              | 1       | 2             | 1             |               |       | 12     |
| Švica                  |                |         |               | 4             | 4             | 1     | 9      |
| Japonska               |                | 1       | 4             | 4             |               |       | 9      |
| Rodezija               | 1              | 5       | 2             |               |               |       | 8      |
| Francija               | 1              |         | 5             | 2             |               |       | 8      |
| Južnoafriška republika |                | 3       | 2             | 1             |               |       | 6      |
| Nova Zelandija         |                |         |               | 2             | 2             |       | 4      |
| Venezuela              |                | 1       | 2             |               |               |       | 3      |
| Nizozemska             |                |         |               |               | 3             |       | 3      |
| San Marino             |                |         | 1             | 1             |               |       | 2      |
| Švedska                |                |         |               | 2             |               |       | 2      |
| Finska                 |                |         | 1             |               |               |       | 1      |
| Avstrija               |                |         |               | 1             |               |       | 1      |
| Madžarska              |                |         |               | 1             |               |       | 1      |
| Kolumbija              |                |         |               | 1             |               |       | 1      |
| Skupaj                 | 76             | 34      | 76            | 76            | 28            | 6     | 296    |